# Yangshuo (24-21 av. J.-C.)
Pour les articles homonymes, voir Yangshuo.
L'ère Yangshuo, ou Yang-chouo (24 av. J.-C. - 21 av. J.-C.) (chinois traditionnel : 陽朔 ; simplifié : 阳朔 ; pinyin : Yángshuò ; litt. « Soleil du nord ») est la troisième ère chinoise de l'empereur Chengdi de la dynastie Han.